# Buchclub 65

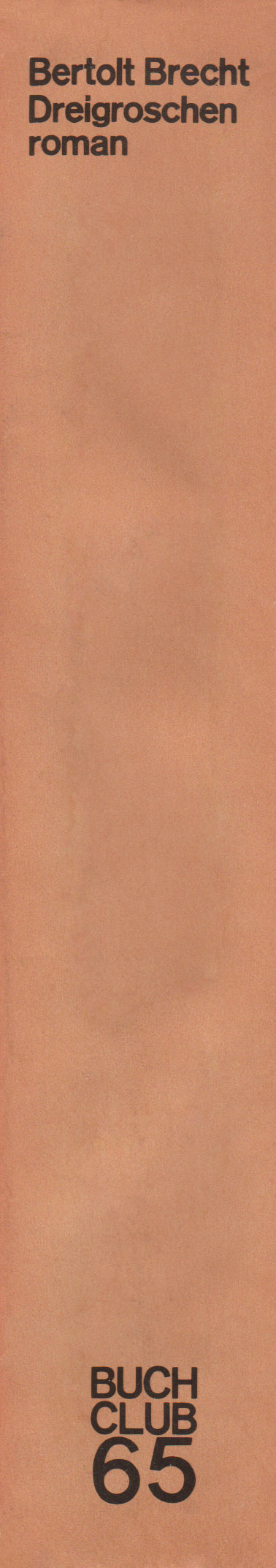
Buchrückentitel eines Buches vom Buchclub 65

Der buchclub 65 (auch Buchclub Fünfundsechzig) war eine von 1965 bis 1990 bestehende Buchgemeinschaft und Verlag der DDR.

## Geschichte
Der Verlag wurde am 1. Januar 1965 gegründet. In Berufsschulen und Erweiterten Oberschulen wurde intensiv um Mitglieder (Abonnenten) geworben. Damit konnte das Absatzvolumen besonders von der neuen Literatur des sozialistischen Realismus von vornherein gesichert werden. Der Erkennungswert von Büchern des Buchclubs 65 bestand in dem Design des Buchrückens. Das Logo mit BUCHCLUB 65 wurde stets im unteren Teil angebracht.
Vorläufer des Verlages waren die Reihen „Buch des Monats“ des Verlages Kultur und Fortschritt und „Buch der Jugend“ des Verlages Volk und Welt. „Buch der Jugend“ wurde von 1960 bis 1964 im Verlag Neues Leben für die Buchgemeinschaft der Freien Deutsche Jugend herausgegeben. Die beiden Reihen wurden zunächst fortgeführt und später zu Monatsbänden zusammengelegt.
Der buchclub 65 arbeitete als eigenständiger Verlag mit Sitz in Berlin. Er edierte als Gemeinschaftsprojekt Titel der Verlage Aufbau, Kultur und Fortschritt, Mitteldeutscher Verlag, Neues Leben, Rütten & Loening und Volk und Welt sowie jeweils einen Titel aus neun weiteren DDR-Verlagen. Dabei erschienen die Bücher unter den Verlagslizenzen und Lizenznummern der beteiligten Verlage. Der buchclub 65 hatte eine eigene ISBN-Verlagsnummer (3-7464-), die Bestellnummern der Bücher wurden allerdings in die Systematik der Bestellnummern-Reihen der beteiligen Verlage eingeordnet.
Der buchclub 65 stellte im September 1990 im Zuge der Währungs-, Wirtschafts- und Sozialunion vom 1. Juli 1990 und der folgenden Vereinigung Deutschlands seine Tätigkeit ein. Der Holtzbrinck-Verlag versuchte, den Verlag unter dem Namen BuchClub 90 durch den Deutschen Bücherbund, Stuttgart fortzusetzen. Der Versuch scheiterte jedoch.
In den 25 Jahren des Bestehens des Verlags erschienen für die Abonnenten 1.180 Buchtitel sowie 25 Jahrgänge der Leserzeitschrift „Buchclub 65“. In einer Bibliographie wurden 2000 alle 1.205 vorgelegten Titel verzeichnet.